# 吉野原站

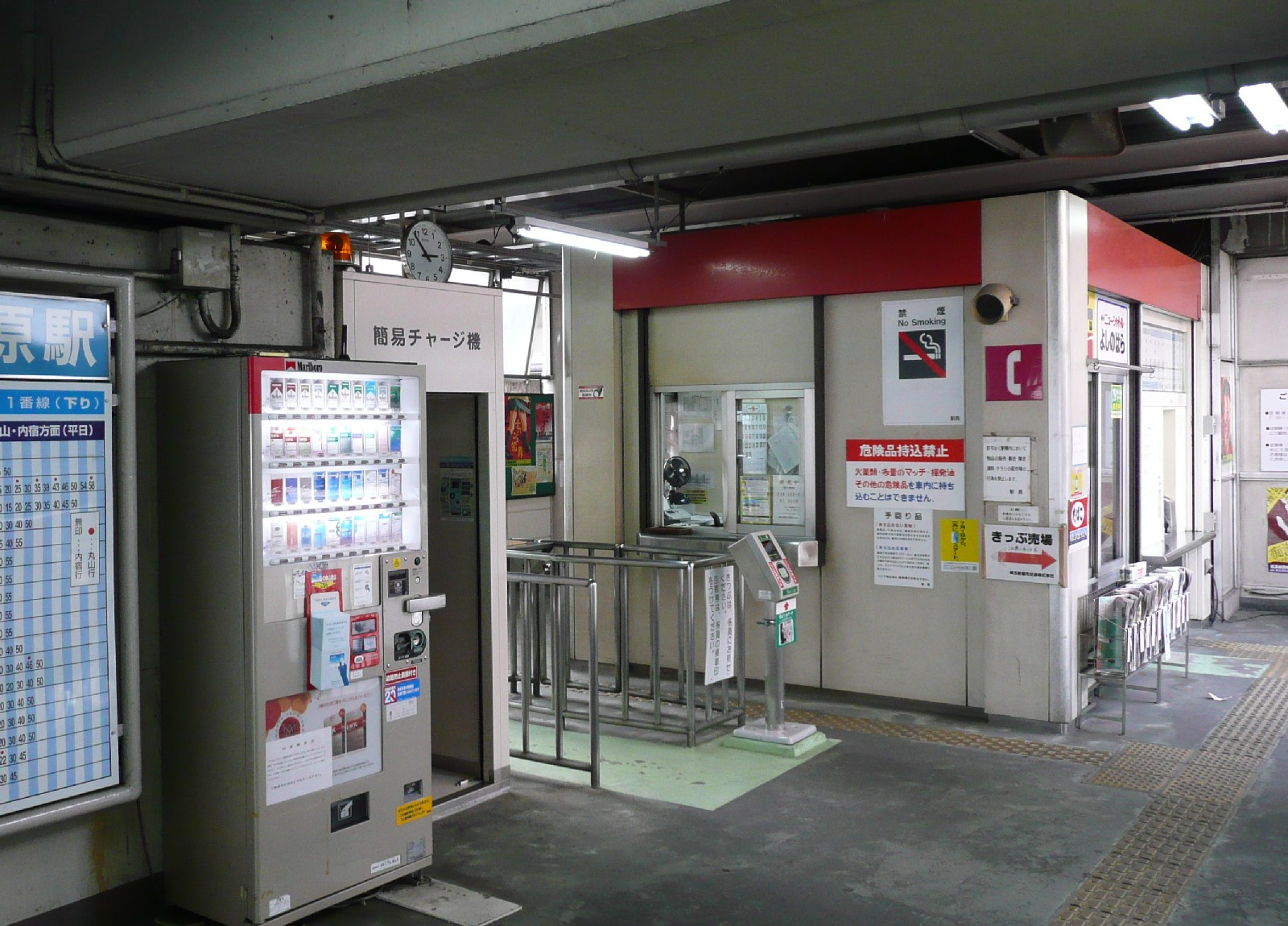
閘口（2008年9月）

吉野原站（日语：／ Yoshinohara eki */?）是一個位於埼玉縣埼玉市北區，屬於埼玉新都市交通伊奈線（New Shuttle）的鐵路車站。

## 車站結構
對向式月台2面2線的高架車站。夾在東北、上越新幹線的高架軌道，閘口近內宿側。車站北側面向國道16號（6車道），可使用直接連結的行人天橋跨到國道的對面。

### 月台配置
| 月台 | 路線                   | 目的地         |
| ---- | ---------------------- | -------------- |
| 1    | ■伊奈線（New Shuttle） | 丸山、內宿方向 |
| 2    | ■伊奈線（New Shuttle） | 大宮方向       |

## 使用情況
2016年度的1日平均上車人次為1,721人。
近年的1日平均上車人次如下表。
| 年度               | 1日平均 上車人次 |
| ------------------ | ---------------- |
| 1999年（平成11年） | 1,535            |
| 2000年（平成12年） | 1,547            |
| 2001年（平成13年） | 1,578            |
| 2002年（平成14年） | 1,518            |
| 2003年（平成15年） | 1,532            |
| 2004年（平成16年） | 1,514            |
| 2005年（平成17年） | 1,547            |
| 2006年（平成18年） | 1,681            |
| 2007年（平成19年） | 1,721            |
| 2008年（平成20年） | 1,792            |
| 2009年（平成21年） | 1,708            |
| 2010年（平成22年） | 1,729            |
| 2011年（平成23年） | 1,731            |
| 2012年（平成24年） | 1,782            |
| 2013年（平成25年） | 1,859            |
| 2014年（平成26年） | 1,779            |
| 2015年（平成27年） | 1,756            |
| 2016年（平成28年） | 1,721            |

## 相鄰車站
埼玉新都市交通
■伊奈線
今羽（NS05）－吉野原（NS06）－原市（NS07）

## 外部連結
- 吉野原站 （页面存档备份，存于）（路線圖、車站資訊） - 埼玉新都市交通